# チリポ山
チリポ山（スペイン語: Cerro Chirripó）は、コスタリカの山。標高は3,820mで、同国最高峰である。周辺地域はその豊かな生態系ゆえチリポ国立公園に指定されており、同公園や世界遺産の「ラ・アミスター国立公園」は高い固有性と生物多様性を具有する地域を擁する。山頂付近は「天空の孤島」で、降雪もある。
ふもとからの高さが3,727m（世界38位）あるため、標高の割には高くみえる。
空が澄んでいれば、山頂からコスタリカ全土を望むことができる。太平洋とカリブ海の二つの海も一望できる。
この地域では過去に3度、大規模な山火事が起き、生物多様性に壊滅的な打撃を与えた。初めは1976年、2回目は1990年代、最近では2012年に発生した。
登山許可証はサン・ヘラルド・デ・リバスの国立公園局で手にすることができる。登山口から山頂まで、実距離で19.5km。